# Hydra harbinensis
Hydra harbinensis is een hydroïdpoliep uit de familie Hydridae. De poliep komt uit het geslacht Hydra. Hydra harbinensis werd in 2003 voor het eerst wetenschappelijk beschreven door Fan & Shi. 